# Доњи Буниброд
Доњи Буниброд је насељено место на територији града Лесковца у Јабланичком управном округу. Према попису из 2022. било је 452 становника.

## Етимологија
Постоје две легенде о постанку имена Буниброд. Обе легенде везују се за Туловску реку и турски период.
Према првој легенди, у турско доба на Туловској реци није постојала ниједна ћуприја, већ се иста прелазила преко посебних греда, од којих се једна налазила на месту где се сада излази из Доњег Буниброда и иде за Бадинце. Једног дана, када је була бунибродског господара ишла из села, река је била набујала, па се була, прелазећи преко греде, оклизнула и утопила у таласима набујале реке. По овом догађају, село је прво названо Булин Брод, од чега је касније настало име Буниброд.
Према другој легенди, у селу је у турско доба живела лепа девојка Бунка, коју је турски господар желео да потурчи и одведе у харем. Међутим, она то није желела, тако да, кад су је једног дана Турци видели како се шета по пољу, покушали су да је ухвате и заробе. Она је, бежећи, стигле до набујале Туловске реке и бацила се у њу. Насупрот веровању Турака да ће се утопити, она је испливала и изашла на другу обалу. Турци нису смели да је испрате, већ су остали на обали, а Бунка им је побегла. Захваљујући овом подвигу, село је по Бунки добило име Бунин Брод, што је касније прешло у Буниброд.

## Демографија
У насељу Доњи Буниброд живи 505 пунолетних становника, а просечна старост становништва износи 40,9 година (39,5 код мушкараца и 42,3 код жена). У насељу има 171 домаћинство, а просечан број чланова по домаћинству је 3,77.
Ово насеље је великим делом насељено Србима (према попису из 2002. године), а у последња три пописа, примећен је пад у броју становника.
|             | \| Демографија[2] \| Демографија[2] \| Демографија[2] \| \| Година \| Становника \| Становника \| \| -------------- \| -------------- \| -------------- \| \| 1948. \| 755 \| \| \| 1953. \| 748 \| \| \| 1961. \| 745 \| \| \| 1971. \| 739 \| \| \| 1981. \| 696 \| \| \| 1991. \| 678 \| 658 \| \| 2002. \| 644 \| 667 \| \| 2011. \| 553 \| \| \| 2022. \| 452 \| \| |            |
| Демографија | |            |
| Година      | Становника | Становника |
| 1948.       | 755 |            |
| 1953.       | 748 |            |
| 1961.       | 745 |            |
| 1971.       | 739 |            |
| 1981.       | 696 |            |
| 1991.       | 678 | 658        |
| 2002.       | 644 | 667        |
| 2011.       | 553 |            |
| 2022.       | 452 |            |

| Етнички састав према попису из 2002.‍ | Етнички састав према попису из 2002.‍ | Етнички састав према попису из 2002.‍ | Етнички састав према попису из 2002.‍ | Етнички састав према попису из 2002.‍ |
| ------------------------------------ | ------------------------------------ | ------------------------------------ | ------------------------------------ | ------------------------------------ |
|                                      |                                      |                                      |                                      |                                      |
| Срби                                 | Срби                                 |                                      | 636                                  | 98,75%                               |
| Македонци                            | Македонци                            |                                      | 2                                    | 0,31%                                |
| Бугари                               | Бугари                               |                                      | 1                                    | 0,15%                                |
| непознато                            | непознато                            |                                      | 5                                    | 0,77%                                |

| Година пописа     | 1948. | 1953. | 1961. | 1971. | 1981. | 1991. | 2002. |
| ----------------- | ----- | ----- | ----- | ----- | ----- | ----- | ----- |
| Број домаћинстава | 116   | 129   | 144   | 164   | 166   | 165   | 171   |

| Број чланова      | 1  | 2  | 3  | 4  | 5  | 6  | 7 | 8 | 9 | 10 и више | Просек |
| ----------------- | -- | -- | -- | -- | -- | -- | - | - | - | --------- | ------ |
| Број домаћинстава | 28 | 28 | 18 | 33 | 31 | 21 | 8 | 2 | 0 | 2         | 3,77   |

| Пол    | Укупно | Неожењен/Неудата | Ожењен/Удата | Удовац/Удовица | Разведен/Разведена | Непознато |
| ------ | ------ | ---------------- | ------------ | -------------- | ------------------ | --------- |
| Мушки  | 258    | 54               | 182          | 16             | 5                  | 1         |
| Женски | 280    | 37               | 187          | 49             | 6                  | 1         |
| УКУПНО | 538    | 91               | 369          | 65             | 11                 | 2         |

| Пол    | Укупно                    | Пољопривреда, лов и шумарство | Рибарство                            | Вађење руде и камена | Прерађивачка индустрија       |
| ------ | ------------------------- | ----------------------------- | ------------------------------------ | -------------------- | ----------------------------- |
| Мушки  | 130                       | 56                            | 0                                    | 0                    | 38                            |
| Женски | 118                       | 81                            | 0                                    | 0                    | 18                            |
| УКУПНО | 248                       | 137                           | 0                                    | 0                    | 56                            |
| Пол    | Производња и снабдевање   | Грађевинарство                | Трговина                             | Хотели и ресторани   | Саобраћај, складиштење и везе |
| Мушки  | 5                         | 7                             | 7                                    | 0                    | 6                             |
| Женски | 0                         | 0                             | 2                                    | 1                    | 1                             |
| УКУПНО | 5                         | 7                             | 9                                    | 1                    | 7                             |
| Пол    | Финансијско посредовање   | Некретнине                    | Државна управа и одбрана             | Образовање           | Здравствени и социјални рад   |
| Мушки  | 0                         | 0                             | 3                                    | 4                    | 0                             |
| Женски | 0                         | 1                             | 2                                    | 5                    | 5                             |
| УКУПНО | 0                         | 1                             | 5                                    | 9                    | 5                             |
| Пол    | Остале услужне активности | Приватна домаћинства          | Екстериторијалне организације и тела | Непознато            | Непознато                     |
| Мушки  | 0                         | 0                             | 0                                    | 4                    | 4                             |
| Женски | 1                         | 0                             | 0                                    | 1                    | 1                             |
| УКУПНО | 1                         | 0                             | 0                                    | 5                    | 5                             |